# Ferrovia Moret-Veneux-les-Sablons–Lione
La ferrovia Moret-Veneux-les-Sablons–Lione (in francese Ligne de Moret - Veneux-les-Sablons à Lyon-Perrache) è una linea ferroviaria francese che unisce Parigi a Lione via Nevers e Saint-Étienne.
Per molto tempo è stata utilizzata come alternativa, soprattutto per il trasporto merci, della Parigi-Lione via Digione, nonostante fosse più lunga di 49 km. 
Il tratto da Moret-Veneux-les-Sablons a Saint-Germain-des-Fossés rimane molto utilizzato, in quanto utilizzato dai treni sulla tratta Parigi-Clermont-Ferrand. A sud, i servizi TGV tra Parigi e Saint-Étienne utilizzano il tratto tra Givors-Canal e Saint-Étienne. 

## Storia
Le prime ferrovie aperte in Francia erano destinate principalmente al traffico merci nell'area mineraria intorno alla città industriale di Saint-Étienne. Queste ferrovie furono riunite nella Compagnie du chemin de fer Grand-Central de France nel 1853, e allo scioglimento di questa società nel 1857 la parte orientale della rete Grand-Central fu acquistata dalla Compagnie des chemins de fer de Paris à Lyon et à la Méditerranée (PLM).
Il primo tratto dell'odierna ferrovia, era il segmento da Saint-Étienne-Saint-Just-sur-Loire, aperto al traffico nel 1827 era parte integrante della Saint-Étienne–Andrézieux, la prima linea ferroviaria dell'Europa continentale. Questo tratto Saint-Étienne e Lione furono collegate tra il 1830 e il 1833. Nel 1834 la linea fu prolungata in direzione nord da Saint-Just a Le Coteau, vicino a Roanne. Il 5 ottobre 1850 fu attivata una linea da Nevers a Saincaize. Questo tratto fu esteso a sud dapprima sino a Moulins il 15 maggio 1853, poi a Varennes-sur-Allier il 22 agosto successivo, a Saint-Germain-des-Fossés il 19 giugno 1854 e a Lapalisse il 13 giugno 1857. 
Il 24 novembre successivo fu completato il collegamento tra Le Coteau e Lione. L'8 giugno 1858 fu inaugurato il troncone Lapalisse-Roanne e il 3 novembre dello stesso anno quello tra Roanne e Le Coteau. A nord, Moret-Veneux-les-Sablons, posta lungo la ferrovia Parigi-Marsiglia, fu collegata a Montargis il 14 agosto 1860. Infine, il 21 settembre 1861 fu aperto il tratto tra Montargis e Nevers.
Fu elettrificata a tratti dal 1950 al 1989.